# Curetis niasica
Curetis niasica är en fjärilsart som beskrevs av Hans Fruhstorfer 1900. Curetis niasica ingår i släktet Curetis och familjen juvelvingar. Inga underarter finns listade i Catalogue of Life.